# Campylocentrum aciculatum
Campylocentrum aciculatum  é uma espécie de orquídea, família Orchidaceae, que existe apenas no Brasil. Trata-se de planta epífita, monopodial, com caule alongado, bastante ramificado e folhas cilindricas, cujas inflorescências brotam nódulo do caule oposto à base da folha. As flores são minúsculas, brancas, de sépalas e pétalas livres, e nectário na parte de trás do labelo. Suas raízes são tão grossas quanto o caule e inteiramente recobertas por papilas rijas. Pertence à secção de espécies de Campylocentrum com folhas teretes curtas e finas.

## Publicação e sinônimos
- Campylocentrum aciculatum (Rchb.f. & Warm.) Cogn. in C.F.P.von Martius & auct. suc. (eds.), Fl. Bras. 3(6): 516 (1906).

Sinônimos homotípicos:
- Aeranthes aciculata Rchb.f. & Warm. in H.G.Reichenbach, Otia Bot. Hamburg.: 91 (1881).

## Histórico
Reichenbach publicou esta espécie em 1881 com base em um espécime que Warming coletou na Lagoa Santa em Minas Gerais. Situa-se entre um grupo de espécies de plantas delicadas, com folhas aciculares finas que não chegam a dois centímetros de comprimento. Trata-se de espécie bastante similar aos Campylocentrum pernambucense e Campylocentrum wawrae, porém dentre elas é a única com labelo indiviso. Esta espécie é citada para os estados brasileiros da Bahia, Rio de Janeiro e Minas Gerais.